# 山村振興法
山村振興法（さんそんしんこうほう、昭和40年5月11日法律第64号）は、山村の地域振興に関する日本の法律である。
1965年（昭和40年）5月11日に公布された。

## 概要
山村振興の計画作成と事業のために国が助成金交付で財政面で優遇することによって、山村の経済力の培養と住民の福祉の向上を図ることを目的としている。
指定要件とは1950年（昭和25年）2月1日時点での旧市町村単位に林野率が75%以上かつ人口密度が1.16人/町歩未満である。

## 振興山村の一覧
下記は振興山村の一覧である。合計1227回の指定により、1718地域が指定されている。